# Muhlbach-sur-Munster
Muhlbach-sur-Munster település Franciaországban, Haut-Rhin megyében. Lakosainak száma 817 fő (2022. január 1.). Muhlbach-sur-Munster Luttenbach-près-Munster, Breitenbach-Haut-Rhin, Sondernach, Metzeral és Stosswihr községekkel határos.

## Népesség
A település népességének változása:
| Lakosok száma | 725  | 752  | 779  | 767  | 772  | 782  | 795  | 806  | 817  |
|               | 2013 | 2015 | 2016 | 2017 | 2018 | 2019 | 2020 | 2021 | 2022 |